# Regina Jaskelevičienė
 Regina Jaskelevičienė (* 30. Juni 1980) ist eine litauische Juristin, Politikerin und Vizeministerin.

## Leben
Nach dem Abitur an der Mittelschule  absolvierte sie von 1998 bis 2002 das Lituanistik-Bachelorstudium   an der Vilniaus universitetas (VU), von 2000 bis 2004 das Bachelorstudium der Rechtswissenschaft an der Lietuvos teisės universitetas und 2004 bis 2006  das Masterstudium des Völkerrechts an der Mykolo Romerio universitetas  in Vilnius.  Seit 2018 studiert sie  MBA bei ISM University of Management and Economics.
Von 2003 bis 2006 arbeitete sie bei Karo prievolės administravimo tarnyba am Landesschutzministerium und von 2006 bis 2007 bei Europos Socialinės paramos agentūra. Ab 2007 arbeitete sie am Kulturministerium. Von  2012 bis 2014 leitete sie die Unterabteilung Informationspolitik und  von 2014 bis 2017 die Abteilung Kulturpolitik. Von 2017 bis 2018 war sie Rechtsberaterin bei Lietuvos radijo ir televizijos komisija. Ab 2014 beriet sie das Unternehmen UAB „Progresyvūs verslo sprendimai“. Von 2018 bis 2019 leitete sie als Direktorin das Unternehmen UAB „Eurokonsultantas“.
Seit Februar 2019 ist sie Vizekultusministerin, Stellvertreterin von Mindaugas Kvietkauskas im Kabinett Skvernelis.